# Cheng Enfu
Cheng Enfu (* 1950 in Shanghai) ist chinesischer Professor der Wirtschaftswissenschaften an der Universität für Finanzen und Wirtschaft in Shanghai und Präsident des Institut für Marxismus der Chinesischen Akademie für Sozialwissenschaften.

## Publikationen
- Sieben Strömungen. Gesellschaftliche Überlegungen und ihre Entwicklung im China der Gegenwart mit einem Fokus auf den innovativen Marxismus, in: Marxistische Blätter, Jg. 51, Heft 1-2013, S. 72–80.

| Personendaten    | Personendaten                                                                 |
| ---------------- | ----------------------------------------------------------------------------- |
| NAME             | Cheng, Enfu                                                                   |
| KURZBESCHREIBUNG | chinesischer Wirtschaftswissenschaftler, Präsident der Akademie für Marxismus |
| GEBURTSDATUM     | 1950                                                                          |
| GEBURTSORT       | Shanghai                                                                      |